# Shinagawa-jinja
Shinagawa-jinja (jap. 品川神社) – chram shintō w Tokio, w dzielnicy Shinagawa, w Japonii.

## Historia i opis
Podobno chram kazał tu zbudować w XII wieku Yoritomo Minamoto w celu zapewnienia bezpieczeństwa żeglugi morskiej. W okresie Edo chram był poświęcony Inari, potem został poświęcony Daikoku, jednemu z bogów szczęścia Shichi-fukujin. Chram miał ochraniać pobliską świątynię buddyjską Tokai-ji przed szkodliwym wpływem demonów z kierunku północno-wschodniego. Chram został odnowiony w 1964. Znajduje się tu replika świętej góry Fudżi, zwana fujizuka, wysokości 15 m. Osoby, które z powodu wieku, choroby lub ubóstwa nie mogą pielgrzymować na prawdziwą Fudżi, mogą wejść w tym chramie na fujizukę i osiagnąć ten sam skutek religijny. Wierzy się, że umyte w chramie monety przyniosą ich właścicielowi 10-krotny zysk. W czerwcu odbywa się tu znany festiwal.

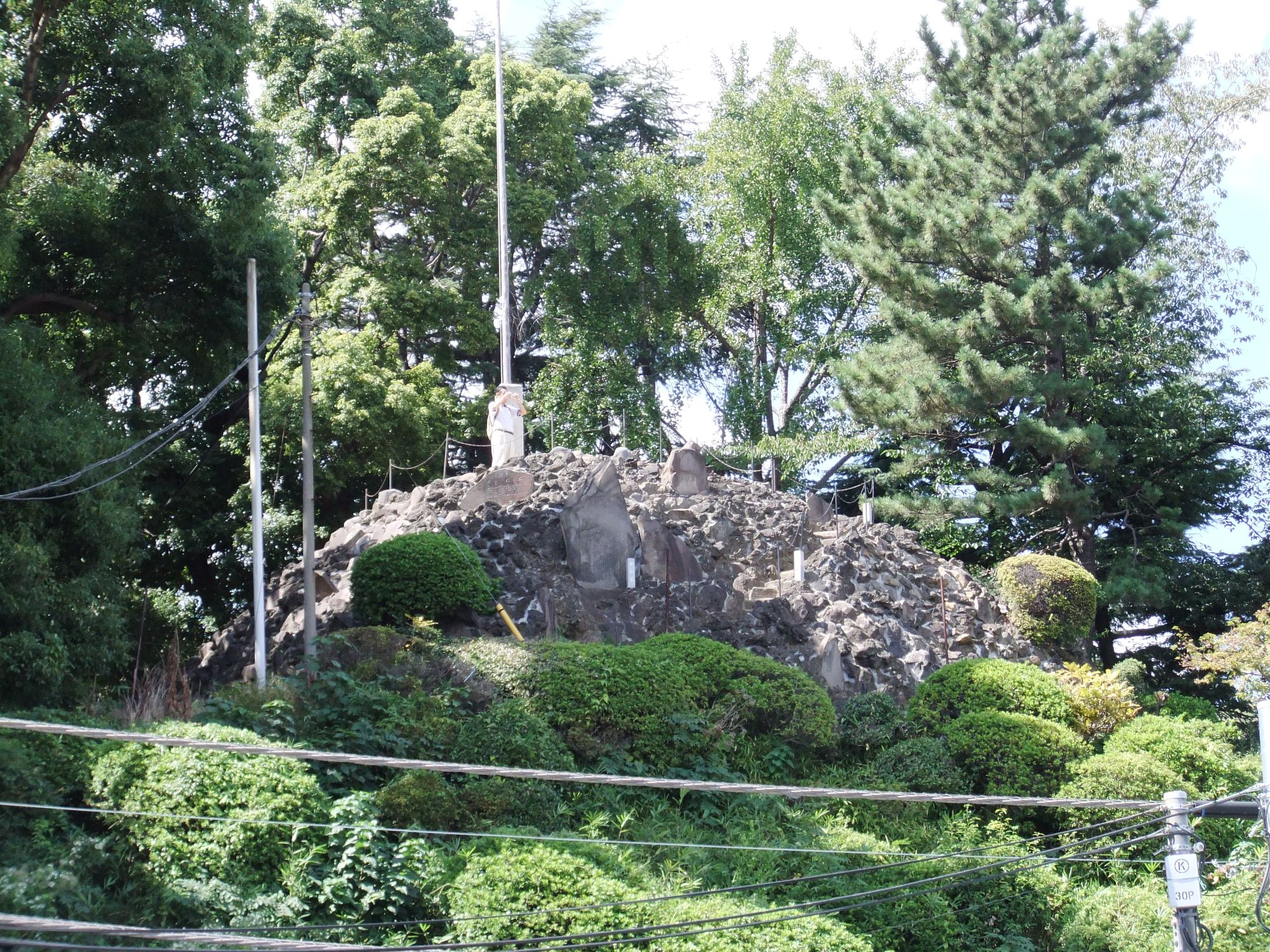
Fujizuka
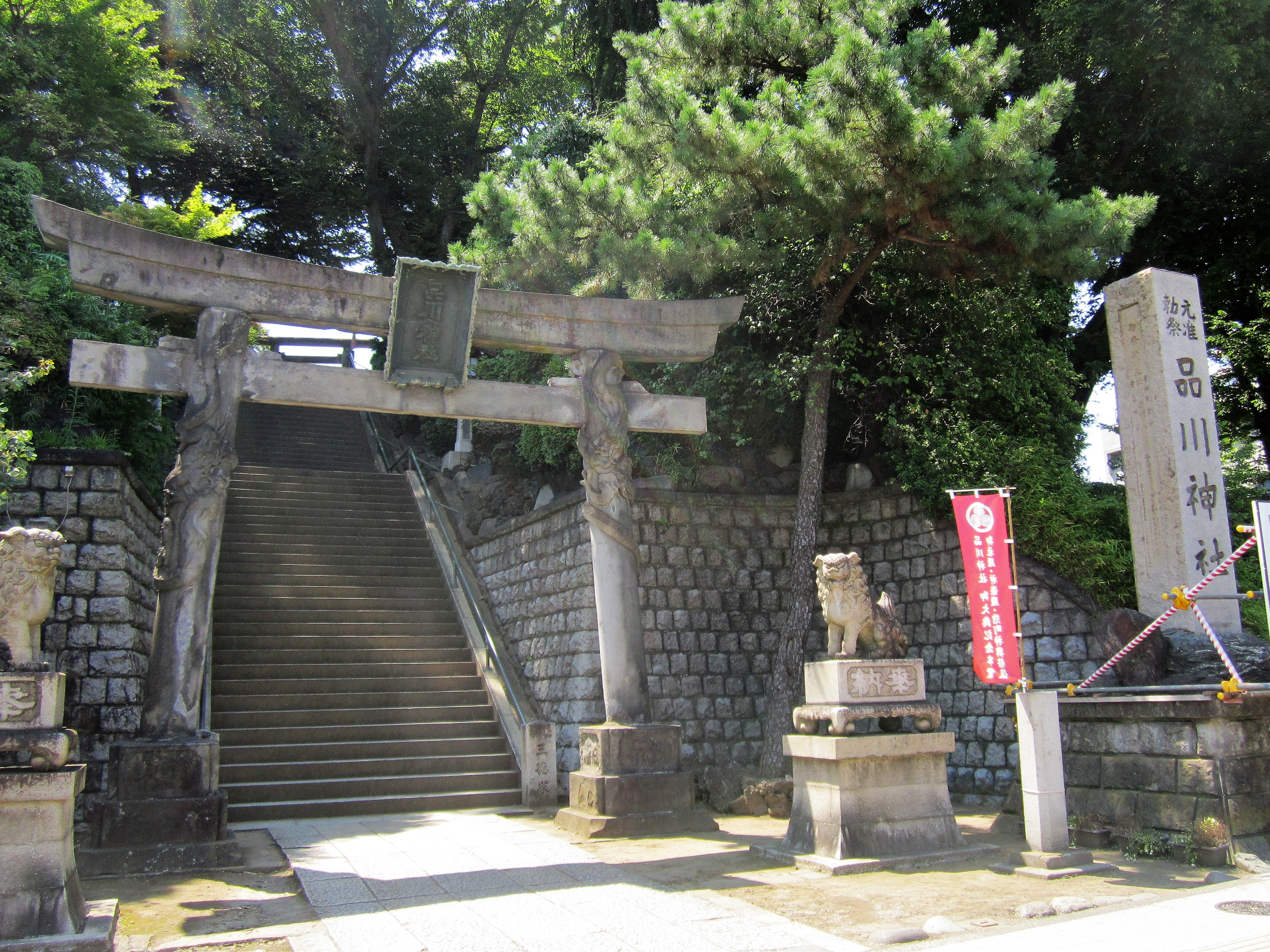
torii
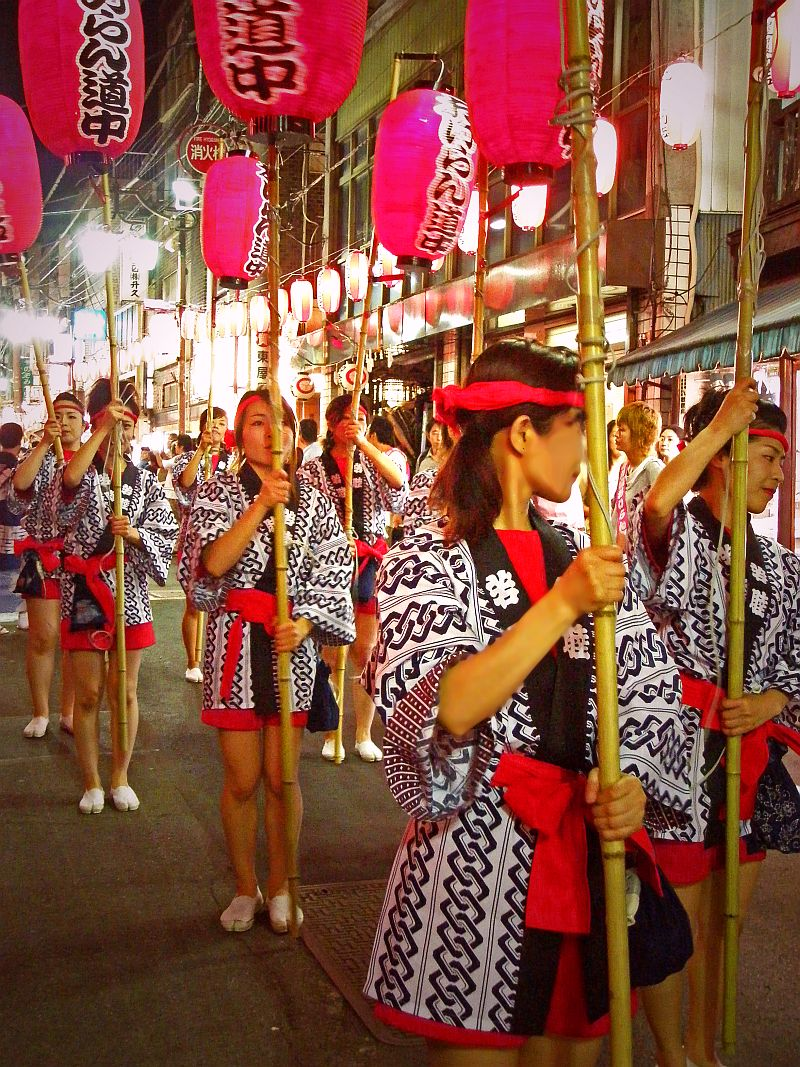
festiwal w chramie